# به خاطر من
به خاطر من نام سریالی ایرانی به کارگردانی اکبر منصور فلاح و محصول سال ۱۳۸۵ است. این سریال برای اولین بار در رمضان سال ۱۳۸۵ از شبکه ۲ صدا و سیمای ایران پخش شد.

## خلاصه داستان
داستان سریال «به خاطر من» به زندگی پسری ۲۷ ساله به نام سعید می‌پردازد که تمام ثروت و ارثیه‌ای را که از پدربزرگش به مادرش رسیده، پدرش با کمک یک نفر دیگر ربوده و فرار می‌کند. حالا ۲۳ سال از آن ماجرا می‌گذرد. سعید با این قصد آرام آرام بزرگ می‌شود که پدرش را به طریقی پیدا کند و از او انتقام بگیرد. سریال از جایی شروع می‌شود که او پدرش را پیدا کرده‌است، ابتدا تصمیم می‌گیرد او را به قتل برساند و ثروت ربوده شده مادرش را دوباره پس بگیرد اما سرنوشت او را به سوی حوادث دیگری می‌برد.

## بازیگران
در این سریال بازیگرانی چون آرش تاج، رامتین خداپناهی، مهدی امینی خواه، مریم سلطانی، محمد الهی، زهرا فتحی، الهام باقری، سعید محقق زاده و قدرت‌الله ایزدی بازی کرده‌اند.

## موسیقی متن
آهنگساز سریال محمد مهدی گورنگی، خواننده تیتراژ انتهای سریال قاسم افشار و ترانه‌سرای سریال سید علی اصغر واحدی است.